# Ашлань-Билямор
Ашлань-Билямор (мар. Ошлан) — деревня в Мари-Турекском районе Республики Марий Эл. Входит в состав Мари-Биляморского сельского поселения.

## География
Находится в восточной части республики Марий Эл на расстоянии приблизительно 17 км по прямой на северо-восток от районного центра посёлка Мари-Турек.

## История
Известна с 1723 года, когда в ней числились 22 ясачника, в 1764 году — 26, в 1781 году — 28. В 1811 году зафиксировано 12 дворов, 49 человек, в 1834 году — 16 дворов, 110 человек, в 1905 году — 54 двора и 334 жителя, в 1923 году — 57 дворов и 246 человек. В 2000 году в деревне было 32 дома. В советское время работали колхозы «Йошкар пеледыш», «1 Мая», имени Молотова, «Россия» и «Путь Ленина».

## Население
Население составляло 86 человек (мари 72 %, русские 28 %) в 2002 году, 86 в 2010.